# محطة شارع نيفينز
محطة شارع نيفينز (بالإنجليزية: Nevins Street) هي محطة قطار ضمن مترو أنفاق مدينة نيويورك، تقع في حي وسط بروكلين بولاية نيويورك، وتخدمها حالياً القطارات رقم 2 و3 طوال اليوم، بالإضافة إلى بعض خدمات القطارات 4 و5 خلال أوقات محددة.

## التاريخ
افتتحت المحطة في 9 مايو 1908 كجزء من امتداد خط مترو أنفاق إيست سايد آي آر تي (IRT Eastern Parkway Line). كانت جزءًا من المرحلة الأولى لتوسعة المترو في بروكلين، وساهمت في تسهيل الربط بين مانهاتن وبروكلين.
شهدت المحطة عدة تحديثات على مر العقود، من بينها أعمال ترميم للبلاط والإنارة والبنية التحتية، مع الحفاظ على الطابع المعماري التاريخي لحقبة أوائل القرن العشرين.

## التصميم
تحتوي المحطة على رصيفين جانبيين يخدمان المسارات الخارجية، ومسارَين مركزيين يُستخدمان للقطارات السريعة، بالإضافة إلى رصيف وسطي غير مستخدم حاليًا. وتوجد جداريات فنية من الفسيفساء في جدران المحطة تحمل اسم "Nevins Street".

## معلومات إضافية
- تقع المحطة بين محطة أتلانتيك أفينيو وباركليز سنتر غربًا ومحطة بيروغم ستريت شرقًا.
- المحطة مزودة بمخارج إلى شارع فلاتبوش وشارع نيفينز، وتضم سلالم ومخارج طوارئ.
- تصنيفها لعام 2018 في شبكة مترو نيويورك: المرتبة 161 من حيث عدد الركاب.